# Ciad ai Giochi della XIX Olimpiade
Il Ciad partecipò ai Giochi della XIX Olimpiade che si sono svolti a Città del Messico dal 12 al 27 ottobre 1968, con una delegazione di 3 atleti, tutti impegnati in gare dell'atletica leggera. Fu la seconda partecipazione di questo paese ai Giochi. Non fu conquistata nessuna medaglia.